# 카시오페이아자리 로
카시오페이아자리 로(ρ Cas)는 카시오페이아자리 방향에 있는 황색 극대거성이다. 이 별은 지구로부터 약 3,400 광년 (1,000 pc) 떨어져 있으나 광도가 태양의 50만 배에 이르기 때문에 이처럼 먼 거리에 있음에도 맨눈으로 볼 수 있다. 평균적으로 로의 절대등급은 −9.5로 이 정도 밝기는 알려진 항성들 중에서도 시각적으로 최상위의 광도에 속한다. 로의 지름은 태양의 400 ~ 500 배 사이(대략 6억 2700만 킬로미터) 또는 지구 공전 궤도 크기의 약 두 배이다.
카시오페이아자리 로는 단독성이며 준규칙 변광성으로 분류된다. 로는 매우 희귀한 황색 극대거성이기도 하다. 우리은하 내에서 발견된 황색 극대거성은 지금까지 십여 개 남짓에 불과하나 공교롭게도 카시오페이아자리 내에는 황색 극대거성이 하나 더 있다.(카시오페이아자리 V509)

## 관측

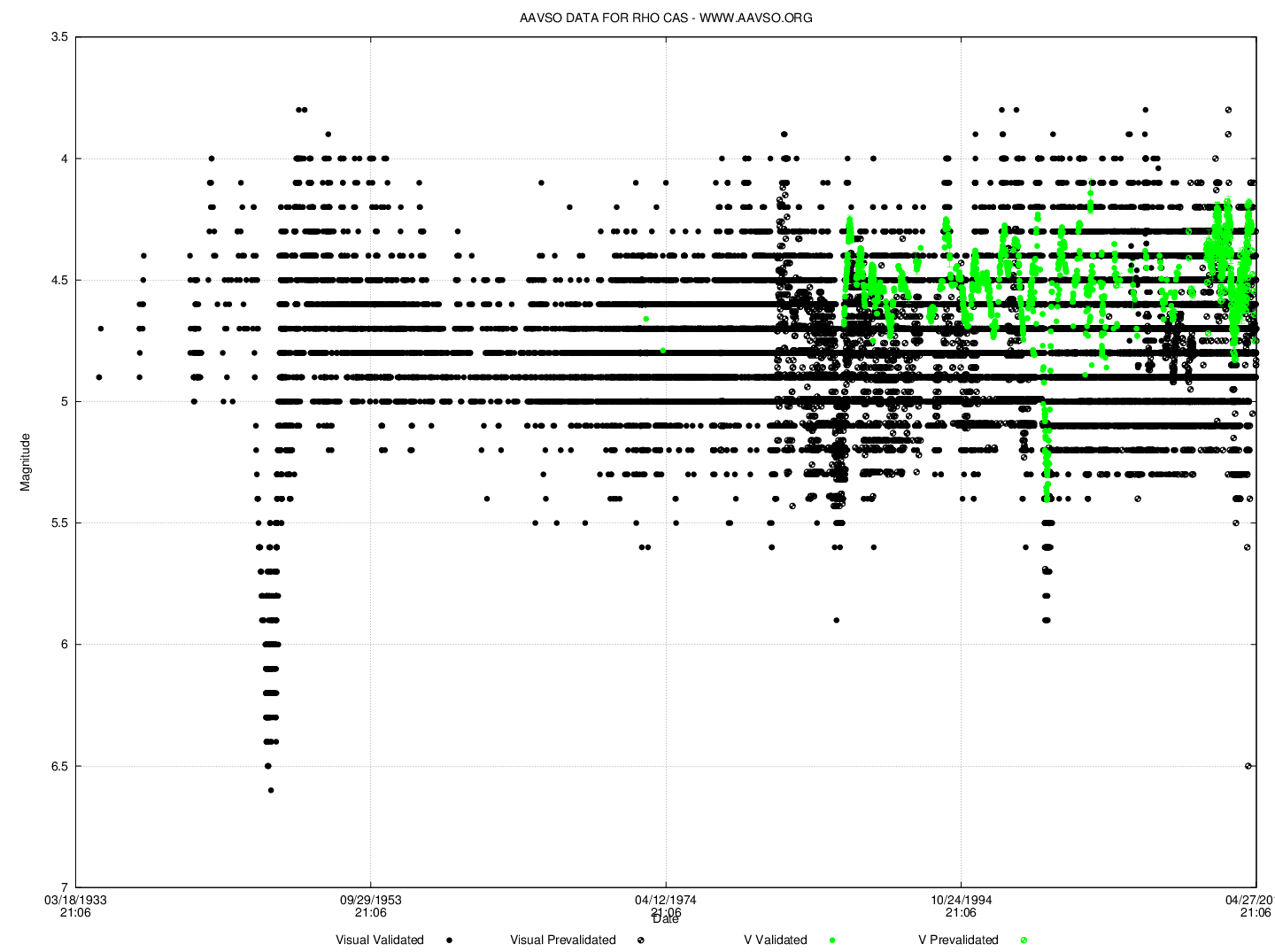
카시오페이아자리 로의 광도곡선을 표시한 그림.(1933년 ~ 2015년)

이 별의 바이어 명칭은 1603년 요한 바이어가 만든 항성 목록 우라노메트리아에 처음 수록되었다. 1712년 존 플램스티드가 출간한 항성 목록(항성들을 별자리별로 적경을 기준으로 정렬)에서는 플램스티드 기호 '카시오페이아자리 7'을 받았다.
카시오페이아자리 로가 변광성으로 최초 등재된 때는 1901년이었다. 당시 로는 변화량은 작지만 확실한 변광 범위가 있다는 뜻인 'pec'으로만 분류되었다. 로는 1946년 밝기가 크게 감소했으며 그 원인은 정확하게 밝혀지지 않았으나 항성 주변에서 발견된 확장된 껍질 구조와 연관이 있을 것으로 추정되었다. 로의 스펙트럼은 종전의 F형보다 M형 항성의 전형적인 특징으로 언급되는 낮은 들뜸을 보여주었다. 이 속성은 별이 맥동하면서 질량을 잃고 있으며 / 대량으로 방출한 질량에 주기적으로 가려지고 / 무겁고 밝으며 불안정한 항성이기 때문에 나타나는 것으로 드러났다.
카시오페이아자리 로의 겉보기등급은 보통 4.5 언저리이나 1946년에는 예상치 못하게 6 등급까지 어두워졌으며 유효온도는 3000 켈빈 이상 내려갔고, 이후 원래 밝기로 되돌아왔다. 1893년에도 비슷한 현상이 있었기에 로는 이런 갑작스러운 변화를 대략 50년마다 한 번씩 겪는 것으로 추정된다. 이 사건은 2000 ~ 2001년에 다시 일어났으며 윌리엄 허셜 망원경이 이를 관측했다.
2013년 로의 껍질 구조가 방출되어 극적인 스펙트럼상의 변화 및 가시광선 파장상 대략 0.5 등급 정도의 하락이 발생했다. 2014년 후반기에는 금속의 약한 방출선들과 이중 H-α 흡수선들이, 2017년에는 비정상적인 삼중 흡수선들이 관측되었다. 항성의 밝기는 최대로 4.3 등급까지 밝아진 뒤 5 등급으로 어두워졌다. 로는 2018년 다시 4.2 등급까지 밝아졌다.
당초 히파르코스 위성은 카시오페이아자리 로의 연주시찻값을 0.28 밀리초각 정도로 측정했는데 이 값에 따르면 지구로부터 이 별까지의 거리는 1만 광년 정도이고 카시오페이아자리 로는 맨눈으로 볼 수 있는 항성들 중 아주 먼 거리에 있는 부류로 분류되었었다. 그러나 이후 논문들에 따르면 카시오페이아자리 로의 연주시차는 당초 값보다 훨씬 크며 지구로부터의 거리도 초기 예측치보다 훨씬 가깝게 나온다.

## 특성

왼쪽부터 차례대로 태양(그림에서 가장 왼쪽에 있으며 그림을 확대해야 점 수준으로 보인다.), 피스톨별, 카시오페이아자리 로, 베텔게우스, 큰개자리 VY. 목성의 궤도(♃ 5.23 AU)와 해왕성의 궤도(♆ 30.01 AU)는 비교를 위해 표시한 것임.

카시오페이아자리 로는 지금까지 알려진 항성들 중에서도 광도가 극도로 높은 부류에 속한다. 로의 광도는 에딩턴 광도 한계에 가까우며 일반적으로 매년 태양 질량의 10−6 배에 해당되는 물질을 잃고 있는데 이 속도는 태양풍의 수억 배에 이르는 값이다. 로는 대체로 유효온도는 7000 켈빈 이상, 반지름은 태양의 400 배 정도를 유지하고 있으며 불규칙하게 맥동하여 별의 밝기에 작은 변화를 만들어내고 있다. 로는 대충 50년을 1 주기로 큰 규모의 폭발을 일으켜 대기 중 상당량을 날려보내는데 이 때 표면온도가 약 1500 켈빈 떨어지며 밝기 역시 1.5 등급만큼 떨어진다. 2000 ~ 2001년 별의 질량손실률은 태양질량의 5×10−2배로 크게 증가했으며 이는 태양질량의 약 3% 또는 지구질량의 1만 배에 이르는 질량을 방출했다는 뜻이다. 폭발이 일어나는 동안 별의 광도는 대략 태양의 50만 배 정도로 일정하게 유지되나 복사 에너지는 적외선 방향으로 이동한다.
카시오페이아 로에 있는 무거운 원소들의 표면 함량은 태양에 비해 높으나 탄소와 산소는 고갈된 상태이다. 이는 무거운 항성이 주로 CNO 순환을 통해 수소 융합을 일으켜 만들어낸 결과이다. 표면으로 대류하여 올라온 헬륨과 질소 외에 소듐의 함량이 크게 늘어난 상태인데 이는 로가 적색초거성 단계에서 끌어올림을 겪었음을 의미한다. 그러므로 로는 지금 유효온도가 올라가는 방향으로 진화하고 있다고 추정된다. 로는 현재 중심핵에서 삼중알파과정을 통해 헬륨 연소를 진행하고 있다.
어떤 항성이 적색초거성 단계가 지나간 뒤 상대적으로 질량이 작고 광도가 높으면 에딩턴 한계에 가까이 몰리게 된다. 그러나 황색 극대거성들은 수소-헬륨의 부분적 이온화가 일어나는 영역에서 불투명도의 변이가 맥동을 일으키는(세페이드 변광성의 맥동이 일어나는 원인과 유사함) 온도 범위에 놓여 있다. 극대거성에서 이 맥동은 일반적으로 불규칙하고 작으나 항성 바깥쪽 층들의 전체적인 불안정성과 합쳐져서 큰 규모의 폭발로 이어질 수 있다. 이는 대기가 탈출하면서 항성의 유효온도가 뜨거워지는 방향으로 진화하는 과정 중 일부일 것이다.

## 명칭
카시오페이아자리 로는 동양의 별자리 실수에서 등사(螣蛇)의 일원이다. 등사는 항성 22 개로 구성되어 있으며 이들 중 카시오페이아자리 로 하나만을 일컫는 이름은 등사12(螣蛇十二)이다.